# ФК Гослар 08
Гослар 08 (пълно име на немски: Goslarer Sportclub von 1908 e.V.) е спортен клуб от град Гослар, провинция Долна Саксония, Германия. Основан е през 1908 г. под името Те Ес Фау Гослар 08 за спортуване на футбол, хокей, лека атлетика, стрелба с лък и за подготовка на мажоретки. Най-известно е футболното подразделение, което става шампион на Долна Саксония през 2009 г. и така се класира в Регионална лига Север.

## История
През 1911 г. госларци печелят първите си точки от участия в турнири. Първият по-значителен успех идва през 1922 г., когато клубът се класира в южната окръжна лига на своя район. Към това първенство Те Ес Фау Гослар 08 принадлежи до 1926 г. и през сезон 1927/28. След дълги години във втораите дивизии, клубът става шампион на Долна Саксония през 1950 г. и така получава правото да играе във финалния турнир на първенството на Оберлига Север. Там футболистите от Гослар завършват предпоследни и така пропускат шанса за промоция. През 1953 г. се осъществява преименуване на Гослар 08 и с това име отборът изпада от аматьорската оберлига на Германия през 1959 г., но все пак се завръща през 1962 г. След ново изпадане клубът играе дълги години в регионалните групи до класирането си в петодивизионната долносаксонска лига през 1994 г. Девет години по-късно футболното отделение на Гослар 08 се обединява със Зудмерберг.
Долносаксонците стават първенци на окръжната оберлига през 2008 г. и се класират в Оберлига Долна Саксония Юг. През следващия сезон те печелят и тази дивизия, като достигат до бараж за класиране в Регионална лига Север срещу Олденбург. Домакинството в Гослар е загубено с 0:1, но на реванша госларци дават всичко от себе си и печелят с 2:1, като така чрез повече голове на чужд терен си осигуряват право на класиране.

## Стадион
Домакинският стадион на Гослар 08 носи името Остерфелдщадион. Капацитетът му е 6000 места, 300 от които са седящи. В близост до стадиона се намират още две затревени игрища, едно с изкуствена трева и площадка за тренировки. За сезон 2009/10 Гослар 08 домакинства мачовете си на Айнтрахт-Щадион в Брауншвайг (23 500 места), тъй като собственото игрище не покрива изискванията на Германския футболен съюз за мачове от регионалните лиги.

## Първи отбор за сезон 2009/10
| №             |          | Играч                | Рождена дата   | В отбора от | См      | Кг      | Мач.    | Гол.    | Предишни клубове                                                                                |
| Вратари       | Вратари  | Вратари              | Вратари        | Вратари     | Вратари | Вратари | Вратари | Вратари | Вратари                                                                                         |
| ------------- | -------- | -------------------- | -------------- | ----------- | ------- | ------- | ------- | ------- | ----------------------------------------------------------------------------------------------- |
| -             | Германия | Нико Лауенщайн       | 12 януари 1986 | 2009        | 190     | 86      | -       | -       | Айнтрахт Брауншвайг, Херта Берлин, Остероде, Шарцфелд                                           |
| -             | Германия | Ларс Мьоленброк      | 24.04.1987     | 2008        | 185     | 80      | -       | -       | Олденбург, Шпортфройнде Вюстинг Алтмоорхаузен                                                   |
| Защитници     |          |                      |                |             |         |         |         |         |                                                                                                 |
| -             | Германия | Бенямаин Дол         | 11.11.1982     | 2007        | 180     | 77      | -       | -       | Арминия Хановер, Бринкум, Хам, Швайнфурт 05, Олденбург                                          |
| -             | Германия | Бенямин Халстенберг  | 31.05.1986     | 2009        | 191     | -       | -       | -       | Бавенщет, Рамлинген-Елерхаузен, Хановер 96                                                      |
| -             | Германия | Кристофер Колм       | 21.04.1983     | 2009        | -       | -       | -       | -       | Бабелсберг 03, Обернойланд, Вилхелмсхафен, Волфсбург, Целе                                      |
| -             | Германия | Бенямин Липке        | 11.10.1983     | 2009        | 183     | 69      | -       | -       | Любек, Луруп, Алтона 93, Хановер 96, Хамбург, Луруп                                             |
| -             | Германия | Александер Шайнпфлуг | 12.11.1986     | 2007        | 180     | 80      | -       | -       | Ге Фау О Олденбург, Фау Еф Бе Олденбург, Ес Фау Олденбург                                       |
| -             |          | Саша Вранич          | 05.04.1976     | 2008        | 186     | 88      | -       | -       | Германия Халберщат, Зюдхарц Валкенрийд, Гьотинген 05, Козара Градишка                           |
| -             | Германия | Ханес Вилкинг        | 17.04.1982     | 2008        | -       | -       | -       | -       | Обернойланд, Кикерс Емден, Унион Берлин, Вердер Бремен                                          |
| Полузащитници |          |                      |                |             |         |         |         |         |                                                                                                 |
| -             | Германия | Марк Борман          | 13.06.1989     | 2009        | 180     | -       | -       | -       | Форсфелде, Бе Ес Це Брауншвайг                                                                  |
| -             | Германия | Райк Делинг          | 19.08.1981     | 1998        | 189     | 90      | -       | -       | Окер, Айнтрахт Брауншвайг, Бад Харцбург                                                         |
| -             | Германия | Петер Ендрес         | 4 януари 1984  | 2008        | 182     | 80      | -       | -       | Пройсен Мюнстер, Дармщат 98, Кайзерслаутерн, Веен Висбаден, Байерн Мюнхен, Вюрцбург, Ютинген    |
| -             | Германия | Борис Фишер          | 23 януари 1987 | 2007        | 180     | 75      | -       | -       | Вилхелмсхафен, Бринкум, Олденбург, Фризия Емден                                                 |
| -             | Германия | Кристиан Макрай      | 5 януари 1985  | 2009        | 176     | -       | -       | -       | Машен, Буххолц 08, Борстел-Зангенщет, Айнтрахт Люнебург, Люнебургер Ес Ка                       |
| -             |          | Люк Нджок            | 04.09.1984     | 2008        | 179     | 83      | -       | -       | Гютерсло 2000, Айнтрахт Брауншвайг, Пройсен Берлин, Тенис Борусия Берлин                        |
| -             |          | Стийв Ридер          | 29.12.1982     | 2009        | -       | -       | -       | -       | Любек, Липщат 08, Емсдетен 05, Нойенкирхен, Анкер Висмар, Любек, Варнов Папендорф, Ханза Росток |
| -             |          | Неджати Улуйсик      | 8 януари 1984  | 2008        | 177     | 80      | -       | -       | Малтепеспор, Ноймюнстер, Браке, Щранд 08, Холщайн Кил, Вердер Бремен, Унион 60 Бремен           |
| Нападатели    |          |                      |                |             |         |         |         |         |                                                                                                 |
| -             | Германия | Андреас Биндер       | 03.02.1979     | 2004        | 180     | 82      | -       | -       | Германия Халберщат, Айнтрахт Брауншвайг, Айнтрахт Остервиек                                     |
| -             |          | Жозе Силва           | 12 януари 1986 | 2009        | -       | -       | -       | -       | Берлин Анкараспор                                                                               |
| 18            | Германия | Енрико Маасен        | 10.03.1984     | 2009        | 178     | 70      | -       | -       | Ферл, Грайфсвалд 04, Ханза Росток, Анкер Висмар, Те Ес Ге Висмар                                |
| -             |          | Грегор Подолчак      | 13.05.1988     | 2008        | -       | -       | -       | -       | Холтензен                                                                                       |
| -             |          | Карол Шведа          | 29.04.1981     | 2007        | 174     | 65      | -       | -       | Олденбург, Амика Вронки                                                                         |

## Успехи
- Шампион на Долна Саксония: 1950, 2009

## Известни играчи
- Аарън Хънт
- Мурад Бунуа
- Райнхард Родер
- Вернер Там

## Български футболисти
- Веселин Геров: 2007